# Zara (énekesnő)
Zara (eredeti nevén Zarifa Pasajevna Mgojan, oroszul: Зара (Зарифа) Пашаевна Мгоян) kurd-örmény származású orosz pop énekesnő és színésznő.

## Élete
Zara 1983. július 26-án született Leningrádban. Apja Pasal Bimbasijevics Mgojan a fizikai és matematikai tudományok kandidátusa és anyja Nadi Dzsamalovna Mgojan Örményországból költöztek Leningrádba. Két testvére van, nővére Liana és öccse Roman.
Zara 12 évesen kezdett énekelni és néhány év alatt díjak egész sorát gyűjtötte be. 1996-ban megjelent "Сердце Джульетты" (Júlia szíve) című első lemeze. 1997-ben 16 évesen döntős volt az "Утренняя звезда" (Hajnalcsillag) televíziós dalversenyen, majd nagydíjat kapott az Egyiptomban megrendezett "Let children laugh" nemzetközi dalfesztiválon. 1998-ban elnyerte a nagydíjat az Omszkban megrendezett "Надежды Сибири" (Szibéria reménységei) dalversenyen, majd Szentpétervárott megnyerte az új gyermekdalok versenyét a "День рождения" dalversenyt és az "Шлягер года" (Az év slágere) dalversenyt. 1999-ben elnyerte a Szocsiban rendezett "Надежды Европы" (Európa reménységei) dalverseny nagydíját és a "Голоса-99" (Hangok-99) fesztivált. Még ebben az évben Szentpétervárott megkapta a Dmitrij Likacsov akadémikus által alapított "Prométeusz csillag" díjat és kijött "Сердце Джульетты" (Júlia szíve) című első albuma. 2000-ben megnyerte a "Szerelmes dalok tavasza", ifjú előadóknak Szentpétervárott megrendezett dalversenyt és "Zara" címmel új lemeze jelent meg. 2001-ben az elmúlt években nemzetközi és hazai fesztiválokon aratott aratott győzelmeiért "Orosz reménység" díjban részesült. Az "Arany gramofon" díjat háromszor kapta meg, 2002-ben "Az éjszaka színe", 2005-ben a "Hóvihar", 2007-ben pedig a "Szép szerelem" című dalaiért. 2002-ben megjelent Где течёт река (Ahol a folyók folynak) című lemeze és a címadó dal Oleg Guszev rendezte videója, 2003-ban pedig legjobb dalaiból készített válogatása.
2004-ben feleségül ment Szergej Matvijenkóhoz, Szentpétervár kormányzójának fiához. Ez alkalomból ősi jezid vallásáról áttért az ortodox vallásra. Egy évvel később elváltak.
2006-ban Viktor Drobis oldalán részt vett a „Фабрики звёзд-6” (Csillaggyár-6) televíziós dalversenyen ahol harmadik díjat nyert. 2007-ben megjelent "Я не та" (Nem az vagyok) című albuma és szimfonikus zenekarral kísért nagyszabású önálló koncertet adott az Oktyabrski koncertteremben. Közben befejezte a Szentpétervári Színiakadémiát. Játszott az "Orfeusz és Euridiké" című rockoperában és több televíziós sorozatban is látható volt. 2008-ban újra férjhez ment egy vezető moszkvai üzletemberhez, a 33 éves Szergej Ivanovhoz. 2010. május 7-én fiúgyermeke született.

## Diszkográfia
- Сердце Джульетты (maxi-single), 1996)
- Сердце Джульетты (album, 1999)
- Зара (2000)
- Где течёт река (2002)
- Zara (legnagyobb slágerek, 2003)
- Не оставляй меня одну (2005)
- Я не та (2007)

## Külső hivatkozások
- Zara hivatalos oldala
- Zara blogja
- Rajongói oldal
- Filmjei
- Zara a Facebookon